# Luigi Di Maio
Luigi Di Maio (Avellino, 6 luglio 1986) è un politico e funzionario italiano.
Ex esponente di spicco del Movimento 5 Stelle, è stato eletto deputato nella XVII legislatura (2013-2018), ricoprendo il ruolo di vicepresidente della Camera, il più giovane nella storia d'Italia; nel settembre 2017 è stato scelto dagli iscritti quale capo politico del Movimento. Alle successive elezioni politiche del 2018 è stato rieletto deputato per la XVIII legislatura (2018-2022), nel corso della quale ha ricoperto le cariche di ministro dello sviluppo economico e del lavoro e delle politiche sociali, nonché di vicepresidente del Consiglio, nel governo Conte I (2018-2019), quindi di ministro degli affari esteri nel governo Conte II (2019-2021) e nel governo Draghi (2021-2022).
A seguito delle sue progressive divergenze con il Movimento (da cui si era dimesso come capo politico già il 22 gennaio 2020), ne è successivamente fuoriuscito nel giugno 2022 assieme ai parlamentari a lui vicini, creando il gruppo parlamentare centrista Insieme per il futuro, il quale a sua volta ha dato vita al partito Impegno Civico, con il quale Di Maio si è presentato, all'interno della coalizione di centro-sinistra, alle elezioni politiche del 2022, alle quali però non è stato rieletto. Il successivo 22 ottobre, ultimo giorno del suo mandato ministeriale, si è dimesso anche da segretario di Impegno Civico.
Ad aprile 2023 viene indicato come Rappresentante speciale dell'Unione europea per il Golfo Persico. Assume l'incarico il 1º giugno 2023 e viene riconfermato il 15 gennaio 2025 per altri due anni.

## Biografia

### Primi anni
Nato il 6 luglio 1986 ad Avellino, cresce a Pomigliano d'Arco (NA), luogo d'origine della famiglia, primogenito dei tre figli di Antonio Di Maio, un imprenditore edile, politicamente attivo dapprima nelle file del Movimento Sociale Italiano, dove svolse anche incarichi dirigenziali, e in seguito in quelle di Alleanza Nazionale, e di Paola Esposito, insegnante di italiano e latino.
Diplomatosi presso il liceo classico Vittorio Imbriani di Pomigliano d'Arco nel 2004, successivamente si iscrive all'Università degli Studi di Napoli Federico II, dapprima presso il corso di laurea in ingegneria informatica, dove nel 2004 fonda l'ASSI (Associazione Studentesca di Studenti in Ingegneria), e in seguito a un corso presso la allora facoltà di giurisprudenza.
Nel 2006 fonda il sito "studentigiurisprudenza.it" e, l'anno successivo, viene eletto presidente del Consiglio degli Studenti. Non completerà gli studi universitari, dedicandosi al primo attivismo nel Movimento 5 Stelle e a varie altre attività: giornalista pubblicista dal 2007, ha lavorato per un breve periodo come webmaster per la testata digitale La Provincia Online, per la quale ha anche scritto diversi articoli di cronaca sportiva, e, in qualità di giornalista sportivo, per il periodico Il Punto. Nel mentre ha svolto anche altri lavori, quali il tecnico informatico, l'assistente alla regia, l'agente di commercio, il cameriere, lo steward allo stadio San Paolo di Napoli e il manovale per l'azienda di famiglia.

### Gli inizi nei Meetup di Beppe Grillo
Nel 2007 Di Maio apre la piattaforma Meetup di Pomigliano d'Arco, aderendo così all'iniziativa di Beppe Grillo, il quale proponeva la costituzione di gruppi di cittadini che si occupassero dei problemi del loro comune, sulla scia della quale nascerà nel 2009 il Movimento 5 Stelle (M5S) di Beppe Grillo e Gianroberto Casaleggio.
Alle elezioni comunali in Campania del 2010 si candida come consigliere comunale per il M5S nel suo comune, a sostegno del candidato sindaco Luca Errico, ma ottiene solo 59 preferenze, senza risultare eletto.

### Vicepresidente della Camera dei deputati

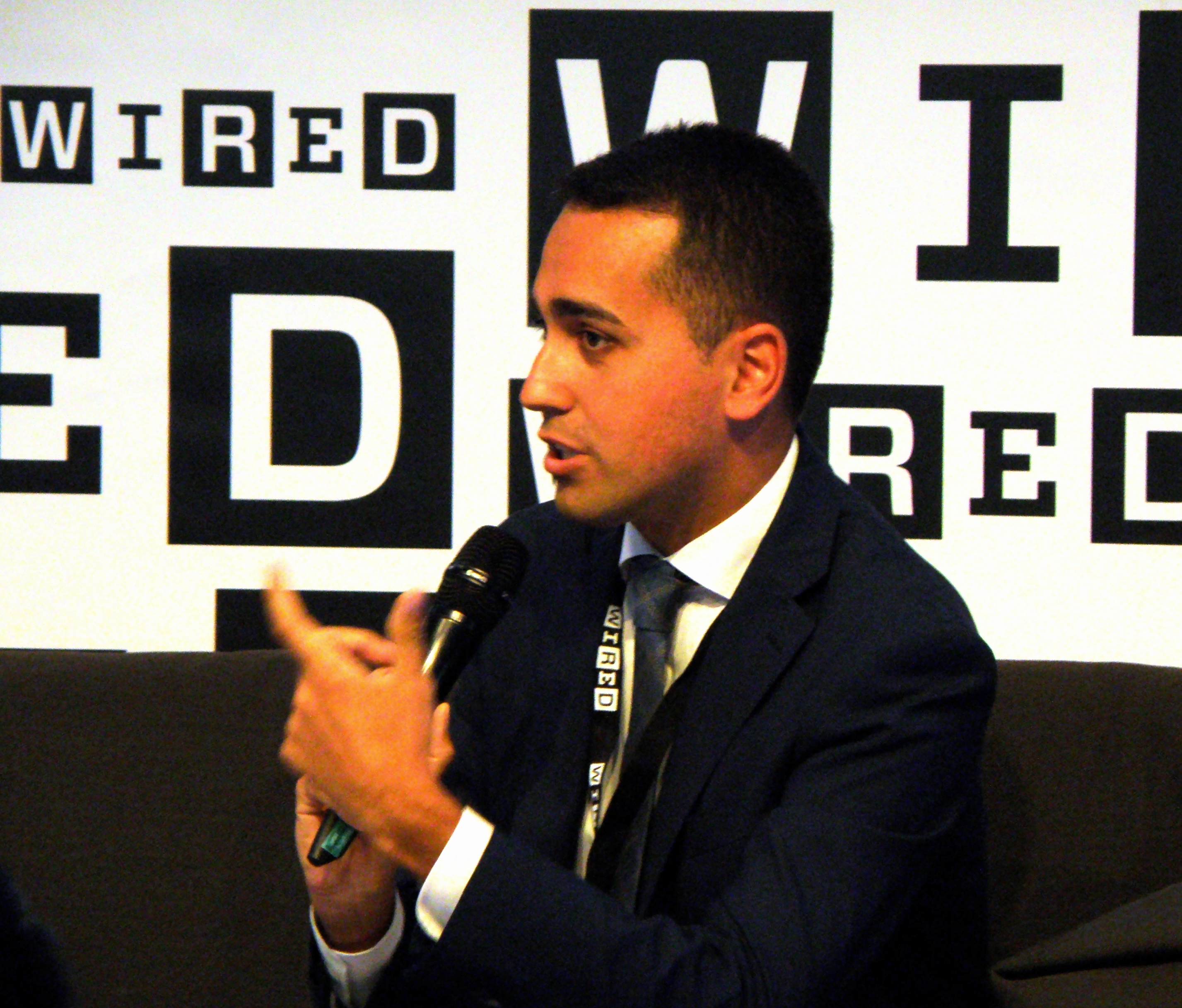
Luigi Di Maio al Wired Next Fest del 2017 a Milano

In vista delle elezioni politiche del 2013, viene candidato alle cosiddette elezioni "Parlamentarie" dei 5 Stelle (consultazione online per le candidature al parlamento), dove ottiene 189 preferenze. Candidato per le politiche del 2013 alla Camera dei deputati, tra le liste del Movimento 5 Stelle in seconda posizione nella circoscrizione Campania 1, viene eletto deputato alla Camera per il M5S.
Nella XVII legislatura, il 21 marzo 2013 viene eletto vicepresidente della Camera dei deputati con 173 voti, il più giovane nella storia dell'Italia unita a ricoprire tale carica, oltre ad essere componente della 14ª Commissione Politiche dell'Unione europea.

### L'ascesa nel Movimento 5 Stelle
Fin dai primi tempi si distingue dai suoi colleghi grillini: elegante e impeccabile nello stile, garbato e felpato nei modi, in breve tempo diventa uno dei volti più noti del Movimento 5 Stelle, tanto da essere nominato membro del Comitato operativo del M5S, più conosciuto con il termine giornalistico di "direttorio", costituito nel novembre 2014, formato da cinque parlamentari scelti da Beppe Grillo con l'obiettivo di costruire il principale organo direttivo del partito, con funzione di raccordo tra il leader e gli eletti in parlamento.
Nel 2016 viene nominato Responsabile degli enti locali per il Movimento 5 Stelle. Nello stesso anno viene indicato da Forbes come tra i trenta politici under-30 più influenti in Europa.

### Capo politico del Movimento 5 Stelle

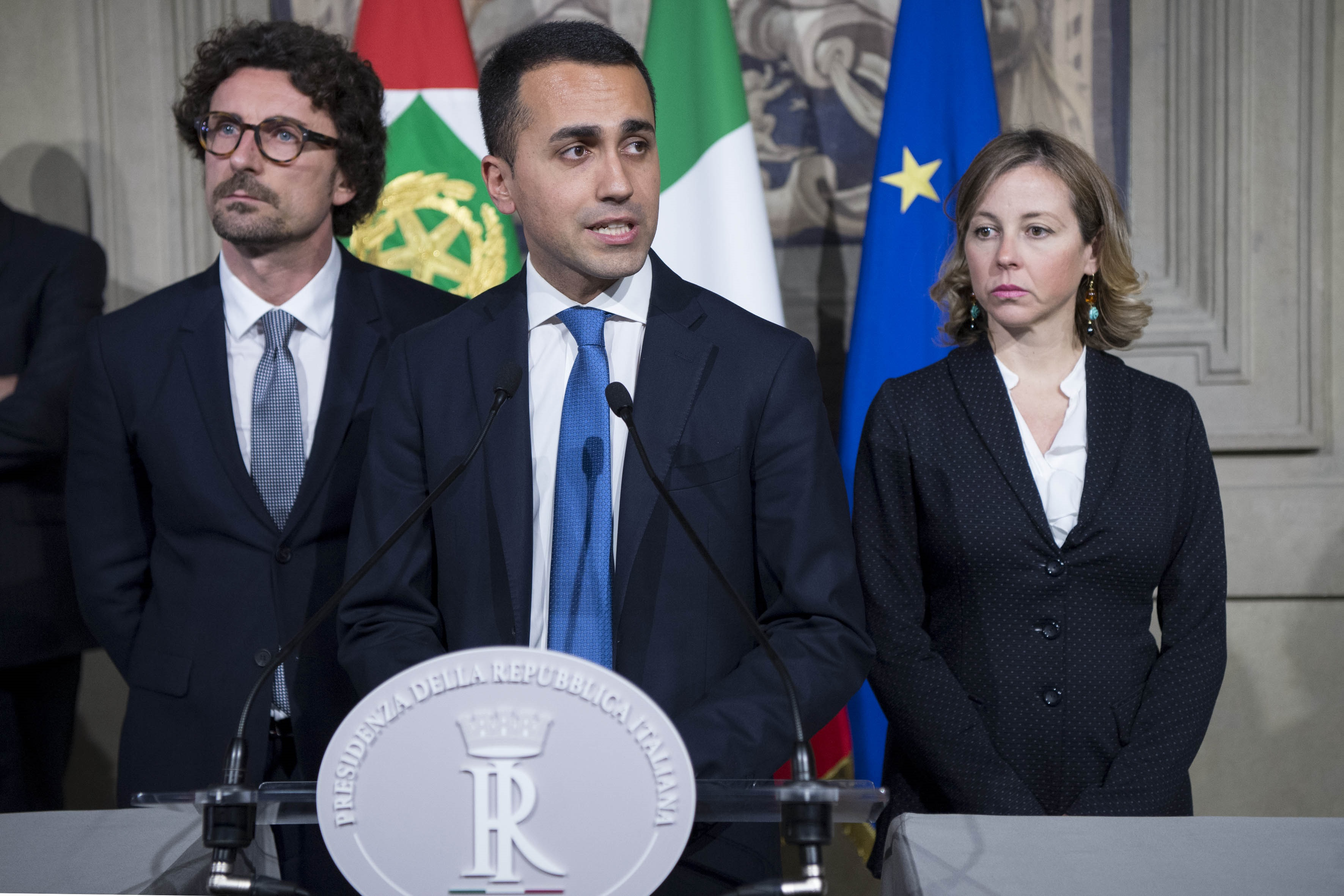
Luigi Di Maio con i capigruppo M5S Danilo Toninelli e Giulia Grillo durante le consultazioni al Quirinale il 12 aprile 2018

Nel settembre 2017 si candida alle elezioni primarie per scegliere il nuovo capo politico del Movimento 5 stelle e il candidato alla Presidenza del Consiglio dei ministri; l'esito delle votazioni tra gli iscritti alla piattaforma online del partito lo vede vittorioso con 30.936 voti, pari a circa l'82% dei votanti.
Alle elezioni politiche del 2018 si ricandida alla Camera dei deputati per il M5S nel collegio uninominale Campania 1 - 03 (Acerra), ottenendo il 63,41% dei voti (95.219) davanti al candidato della coalizione di centro-destra, in quota Forza Italia, il critico d'arte Vittorio Sgarbi (20,38%) e quello del centro-sinistra, in quota Partito Democratico, Antonio Falcone (12,00%), venendo così rieletto per la seconda volta alla Camera.
Nella crisi politica nata dalla nomina, contestata dal Presidente della Repubblica, di Paolo Savona a Ministro dell'Economia e delle Finanze, di fronte all'eventualità di nuove elezioni politiche, Di Maio auspica la messa in stato d'accusa di Sergio Mattarella ai sensi dell'articolo 90 della Costituzione italiana per poi indire nuove elezioni.

### Governi Conte I e Conte II

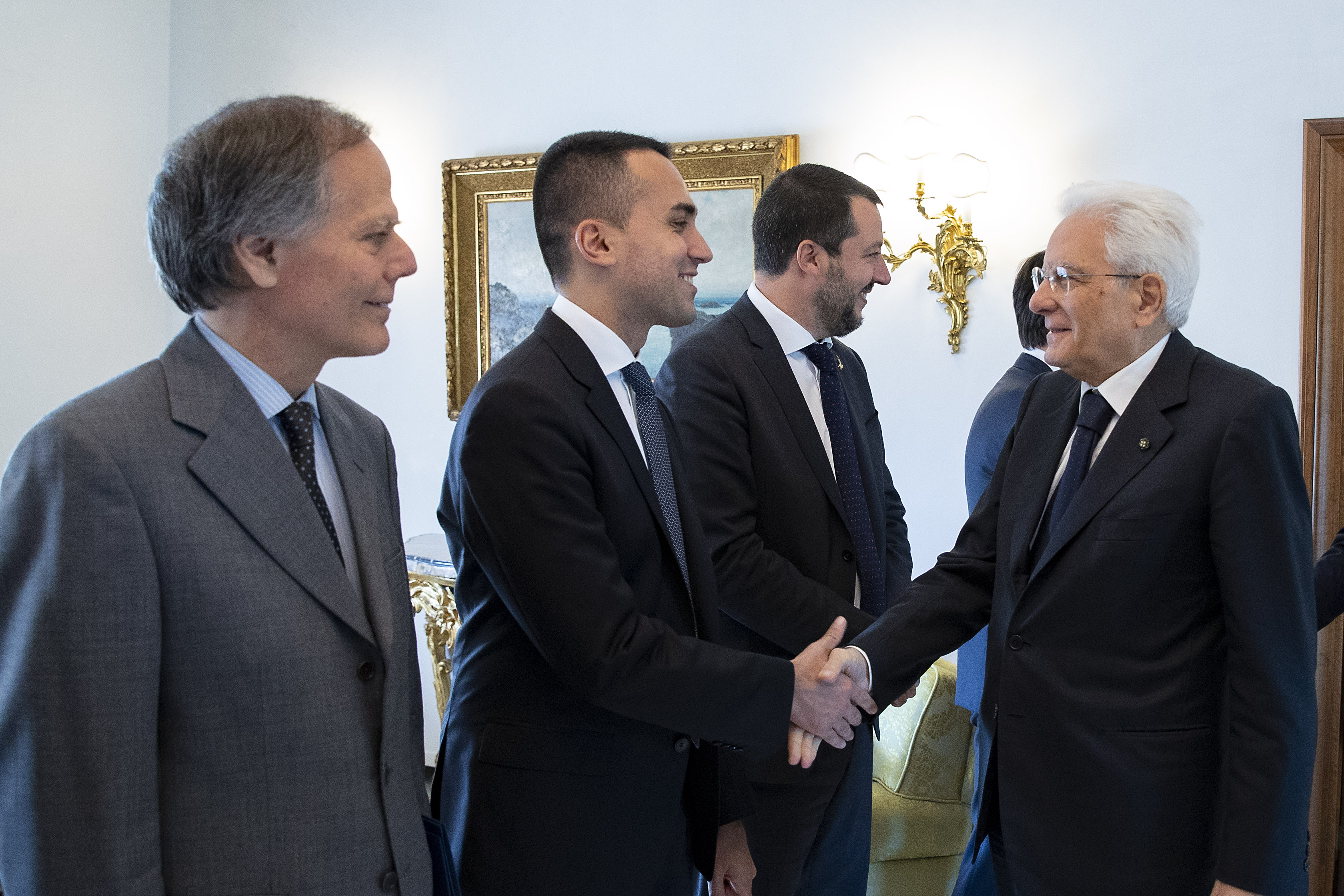
Luigi Di Maio al Quirinale con il Presidente della Repubblica Sergio Mattarella il 27 giugno 2018

A crisi risolta, Di Maio ricopre la carica di vicepresidente del Consiglio e ministro dello sviluppo economico e del lavoro nel governo Conte I.
Alle elezioni europee del 2019 il Movimento 5 Stelle di Di Maio subisce un calo dei voti rispetto sia dalla precedente elezione che dalle politiche dell'anno scorso: il 17,07%, registrato principalmente nell'Italia settentrionale e centrale, ma restando il primo partito nell'Italia meridionale e insulare, in favore, secondo l'istituto Carlo Cattaneo, dell'astensionismo e della Lega di Matteo Salvini.
Dopo la fine del governo con la Lega e la nascite di quello con PD e LeU, il 4 settembre 2019 Di Maio viene designato quale Ministro degli affari esteri e cooperazione internazionale dal Presidente del Consiglio reincaricato Giuseppe Conte, prestando il giorno successivo giuramento nelle mani del Presidente della Repubblica Mattarella come Ministro degli Esteri nel governo Conte II, il più giovane ad assumere la carica dall'unità d'Italia ad oggi.

### Dimissioni da capo politico del Movimento
Il 22 gennaio 2020, poco prima delle elezioni regionali in Emilia-Romagna e Calabria, in occasione della presentazione dei facilitatori regionali del M5S, comunica le sue dimissioni irrevocabili da capo politico del Movimento 5 Stelle e da capo delegazione del suo partito nel governo Conte II, a cui verrà sostituito rispettivamente da Vito Crimi, in quanto membro più anziano del Consiglio di garanzia M5S, e Alfonso Bonafede; nel suo discorso al Tempio di Adriano elenca tutti i successi del M5S sotto la sua guida e attribuisce le sue dimissioni a scontri interni al Movimento, facendo riferimento a avversari interni che "stanno nelle retrovie e vengono al fronte solo per pugnalare alle spalle".

### Ministro degli affari esteri nel governo Draghi

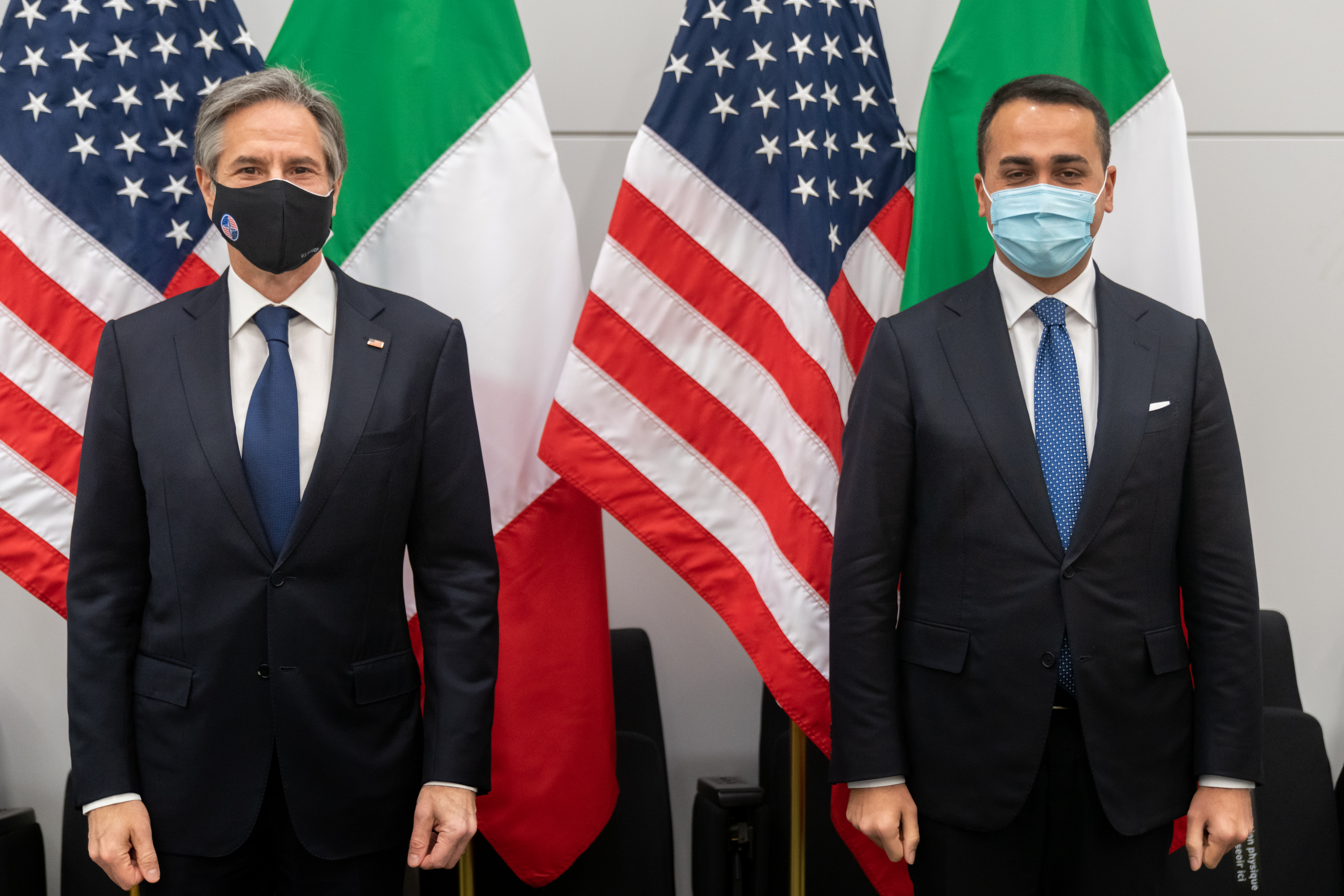
Luigi Di Maio con il Segretario di Stato degli Stati Uniti d'America Antony Blinken a Bruxelles

Il 12 febbraio 2021, a seguito delle dimissioni del governo Conte II, oltre ad essere stato uno dei primi volti noti del Movimento a supportare la svolta portata avanti da Beppe Grillo ed aprire all’ingresso nel governo presieduto dall'ex presidente della Banca Centrale Europea Mario Draghi, viene confermato nel ruolo di ministro degli affari esteri nel suo esecutivo, giurando il giorno seguente al palazzo del Quirinale nelle mani del Presidente della Repubblica Mattarella come ministro nel governo Draghi il 13 febbraio 2021.
Il 17 novembre 2021 Luigi Di Maio assume la presidenza del Comitato dei Ministri del Consiglio d’Europa, che manterrà per sei mesi fino al 20 maggio 2022, delineando le priorità della Presidenza italiana, che si concentrerà su tre temi principali: riaffermare i nostri principi e valori condivisi; rafforzare l'emancipazione delle donne e i diritti di bambini e adolescenti; e costruire un futuro incentrato sulle persone.
Nel corso del 2022 sono cresciute tensioni tra Di Maio e Giuseppe Conte, che precedentemente aveva aderito al Movimento 5 Stelle e ne era diventato il presidente (carica sostitutiva del Capo politico), dove si sono scontrati più volte, in primis sulle politiche promosse dal governo di Draghi, in cui Di Maio era ministro degli esteri, ma anche all'elezione del Presidente della Repubblica di quell'anno, dove Conte sostenne la candidatura di Elisabetta Belloni, incontrando l'opposizione di Di Maio e le sue critiche per il modo in cui aveva gestito le trattative.

### Abbandono del M5S e costituzione di "Insieme per il futuro"
Agli inizi di giugno 2022 il presidente del M5S è diventato particolarmente critico nei confronti dell'approccio del governo Draghi all'invasione russa dell'Ucraina e in particolare al dispiegamento degli aiuti militari al governo ucraino; Di Maio, in opposizione alle critiche di Conte su questa posizione, lo accusa di ambiguità sull'appoggio all'Ucraina, etichettando anche la sua leadership come "immatura" e debole sull'atlantismo.
A causa di queste divergenze tra Conte e Di Maio, il 21 giugno 2022, insieme a diversi parlamentari, Di Maio annuncia il suo abbandono del Movimento 5 Stelle e la fondazione di un proprio partito, di ispirazione dichiaratamente moderata, atlantista ed europeista, denominato "Insieme per il futuro" (Ipf), costituendo il giorno stesso il gruppo parlamentare alla Camera, formato da 51 deputati eletti col M5S, mentre il giorno successivo 10 senatori sempre eletti col M5S confluiscono nella componente dei non iscritti del gruppo misto. Il 22 giugno 2022 aderiscono anche le europarlamentare Chiara Maria Gemma e Daniela Rondinelli. Tra gli aderenti si notano figure note del M5S e membri del governo Draghi, quali la viceministra dell'economia e delle finanze Laura Castelli, i sottosegretari di Stato Manlio Di Stefano, Anna Macina, Dalila Nesci e Pierpaolo Sileri, i presidenti delle commissioni parlamentari alla Camera Gianluca Rizzo, Vittoria Casa, Filippo Gallinella e Sergio Battelli, il questore ed ex capogruppo M5S alla Camera Francesco D'Uva e gli ex-ministri del governo Conte II Vincenzo Spadafora e Lucia Azzolina.
Il 30 giugno Ipf costituisce il suo gruppo parlamentare autonomo al Senato, dopo che - secondo il regolamento del Senato - viene fornito un simbolo da un partito presentatosi alle ultime elezioni (in questo caso: Centro Democratico di Bruno Tabacci). Con oltre 60 parlamentari coinvolti, si è trattato della più numerosa scissione nella storia repubblicana.
La scelta di Di Maio è stata contestata da esponenti e sostenitori del Movimento e dallo stesso Grillo.

### Elezioni politiche del 2022
Il 31 luglio 2022 annuncia nel programma televisivo Mezz'ora in più il nome del suo nuovo partito, fondato assieme a Bruno Tabacci. La sigla è Impegno Civico e la presentazione ufficiale del nuovo soggetto politico avviene il giorno successivo.
Alle elezioni politiche del 2022 viene ricandidato alla Camera nel collegio uninominale Campania 1 - 02 (Napoli-Fuorigrotta), per la coalizione di centro-sinistra in quota Impegno Civico, oltreché come capolista di Impegno Civico nei collegi plurinominali Basilicata - 01, Calabria - 01, Campania 1 - 01, Campania 1 - 02 e Sardegna - 01.
Alla tornata elettorale la lista di Impegno Civico ottiene un risultato pessimo a livello nazionale, attestandosi allo 0,6% dei voti alla Camera e lo 0,56 al Senato, al di sotto della soglia di sbarramento (del 3%) necessaria per eleggere parlamentari nel plurinominale, oltre a quella necessaria per portare voti alla coalizione di centro-sinistra a cui aderiva (dell'1%); mentre Di Maio nell'uninominale di Napoli-Fuorigrotta viene sconfitto in larga misura dal candidato del Movimento 5 Stelle Sergio Costa, ex ministro dell'ambiente e della tutela del territorio e del mare nei governi Conte I e Conte II, ottenendo il 24,41% dei voti contro il 39,72% di Costa, rimanendo quindi escluso dal Parlamento della XIX legislatura.
Il giorno dopo le elezioni politiche Di Maio, in un post su Facebook scrive: "Non ci sono se, ma o scuse da accampare. Abbiamo perso. Gli Italiani non hanno considerato abbastanza maturo e valido il nostro progetto politico", complimentandosi con la presidente di Fratelli d'Italia Giorgia Meloni e il presidente del M5S Giuseppe Conte, che considera «i due vincitori di queste elezioni». Poco dopo le elezioni, Di Maio ha eliminato i propri profili Facebook e TikTok, ma non quelli Twitter e Instagram.
Il 22 ottobre 2022, con l'insediamento del governo Meloni, termina il suo mandato come ministro degli esteri; nello stesso giorno ha rassegnato anche le dimissioni da segretario di Impegno Civico.

### Inviato speciale dell'UE nel Golfo Persico
A novembre 2022 entra in lizza, assieme ad altri 3 candidati, per diventare rappresentante speciale dell'Unione europea per il Golfo Persico, con la possibilità di gestire le forniture energetiche per Bruxelles, secondo alcune ricostruzioni giornalistiche anche grazie all'endorsement di Mario Draghi che, nelle ultime settimane del suo governo, avrebbe dato il suo benestare; ottiene pochi giorni dopo l'indicazione dal gruppo di esperti indipendenti UE come il miglior candidato tra i quattro nomi. Nell'aprile 2023, l'Alto rappresentante Josep Borrell, in una lettera agli ambasciatori del Comitato politico e di sicurezza degli Stati membri, asserisce che Di Maio è "il candidato più adatto" all'incarico di inviato UE per il Golfo, comunicandone la scelta ufficiale. Entra in carica il 1º giugno 2023. A inizio 2025 viene riconfermato per altri due anni, fino al 28 febbraio 2027.

## Posizioni e idee politiche
Era considerato un moderato, con una posizione centrista, all'interno dello spettro politico del Movimento 5 Stelle. Il suo gruppo parlamentare (Insieme per il futuro) e poi partito (Impegno Civico) aveva ispirazione moderata: atlantista ed europeista in politica estera, volto alla responsabilità e alla valorizzazione delle competenze, contrario a populismi e sovranismi.

### Ambiente ed energia
In tema di politica energetica e ambientale, su iniziativa del M5S, che aveva nella questione un suo vecchio cavallo di battaglia politico, durante il Governo Conte I, il Ministero dello Sviluppo Economico guidato da Luigi Di Maio, si è impegnato nel frenare le trivellazioni offshore per la ricerca di gas e petrolio nei mari italiani.
In tale campo è stata introdotta, tramite il Decreto Semplificazioni dell'aprile 2019, una norma finalizzata a sospendere i procedimenti amministrativi relativi al conferimento di nuovi permessi di ricerca idrocarburi liquidi e gassosi nell'offshore marittimo italiano e di aumentare i canoni per gli impianti già esistenti di 25 volte. Il governo Conte II ha, su iniziativa del premier Conte, confermato la posizione dell'esecutivo M5S-Lega. La mossa è stata oggetto di diverse critiche, a opera soprattutto di studiosi e analisti che hanno ritenuto la norma un danno autoinferto al sistema energetico nazionale, dipendente dalle esportazioni criticato il fatto che lo stop alle trivellazioni danneggi distretti produttivi specializzati nei servizi al comparto estrattivo come il cluster di Ravenna e sottolineato come, abbandonando il gas e il petrolio dell'Adriatico ai paesi della costa orientale, la mossa non aiuti nemmeno a risolvere i problemi ambientali, dato che l'attività prosegue comunque a opera di attori facenti riferimento a Stati diversi dall'Italia.

### Politiche del lavoro
Nel periodo in cui ha ricoperto il ruolo di ministro del lavoro (durante il governo Conte I), Luigi Di Maio ha promosso il cosiddetto "Decreto Dignità" con l'obiettivo di disincentivare i contratti di lavoro precari a favore di quelli stabili. Il decreto prevedeva tra le altre misure la reintroduzione dell'obbligo di indicare la clausola per i contratti a tempo determinato superiori a 12 mesi, il limite del 30% dei contratti a termine rispetto al numero dei contratti a tempo indeterminato nella stessa azienda, la durata massima dei contratti a termine scende da 36 a 24 mesi, e altre misure. Secondo alcune analisi questo decreto non avrebbe però sortito l'effetto sperato e le dinamiche del mercato del lavoro sarebbero rimaste sostanzialmente stabili anche dopo la sua approvazione, pur con giudizi positivi anche da avversari politici come Carlo Calenda..Le modifiche portate dal Decreto verranno poi abolite dalla nuova maggioranza a sostegno del governo Draghi.

### Politica estera

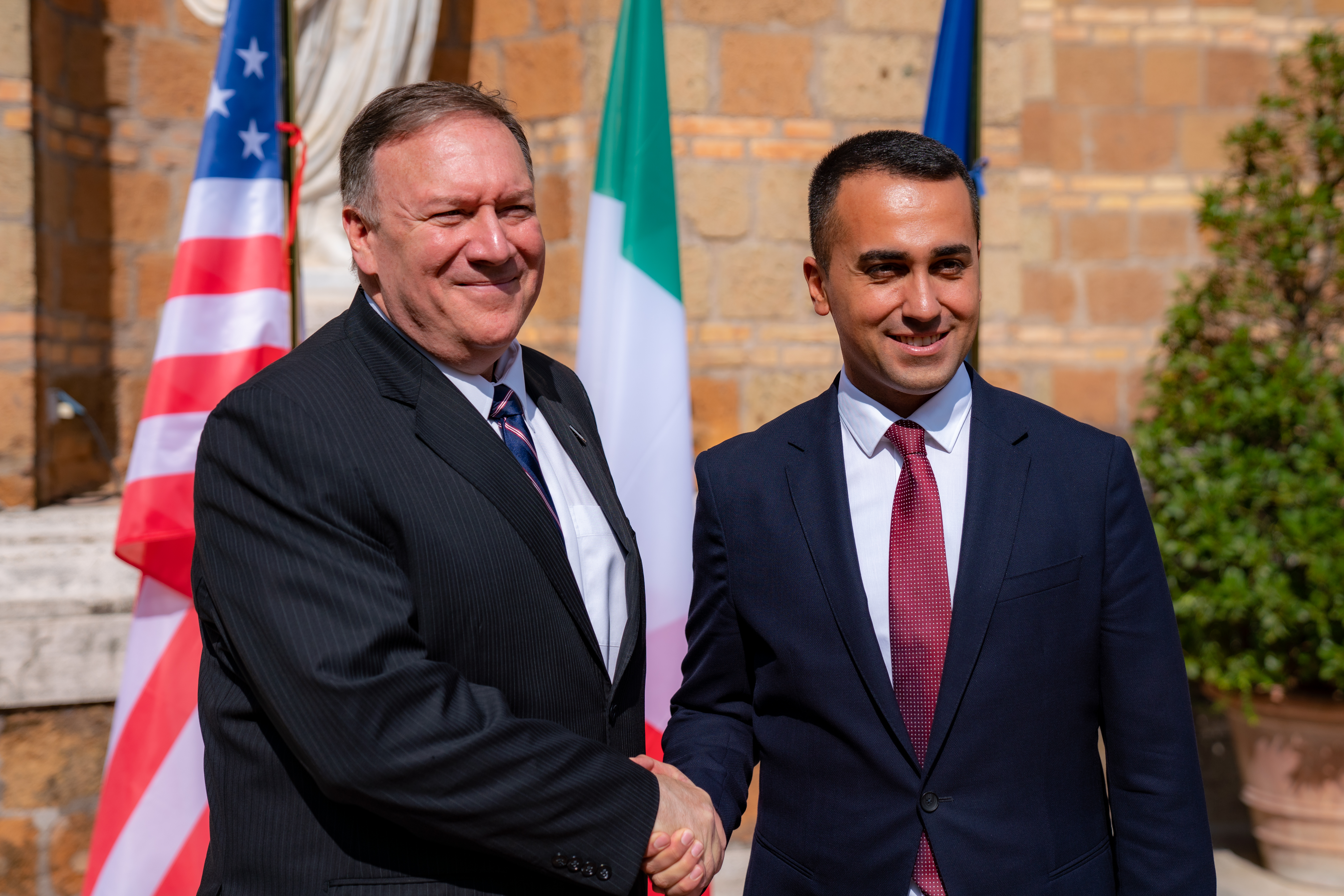
Luigi Di Maio con l'allora omologo statunitense repubblicano Mike Pompeo

Nel febbraio 2019, in occasione delle Elezioni europee del 2019, insieme con Alessandro Di Battista, Di Maio ha incontrato una delegazione rappresentativa del Movimento dei gilet gialli alla quale partecipava Jean-Christophe Chalençon, figura radicale del movimento (noto per avere proposto un colpo di Stato militare contro il Presidente Emmanuel Macron e il Primo Ministro Édouard Philippe), che ha dichiarato una sintonia con Di Maio e il Movimento 5 Stelle delle origini. L'incontro ha prodotto frizioni tra il governo francese e quello italiano.
Durante l'esperienza di governo di coalizione con la Lega, il Movimento 5 Stelle guidato da Di Maio ha approvato la firma del memorandum di adesione dell'Italia alla "Nuova via della seta", il progetto geoeconomico di connettività infrastrutturale e commerciale a trazione cinese fortemente contestata dagli Stati Uniti, completata durante la visita del presidente cinese Xi Jinping in Italia del marzo 2019. Il Ministero dello sviluppo economico guidato da Di Maio, che sul tema è stato affiancato dal sottosegretario di area leghista ed ex docente universitario nella Repubblica Popolare Michele Geraci, ha partecipato in primo piano al negoziato e al completamento del memorandum.
Riguardo alla crisi presidenziale venezuelana del 2019, Di Maio ha posto il veto al riconoscimento di Juan Guaidó quale presidente del Paese sudamericano da parte dell'Italia, in opposizione all'alleato di governo Matteo Salvini e all'Unione europea, invece favorevoli.
Ha sostenuto le candidature dell'Albania e della Macedonia del Nord a divenire stati membri dell'Unione europea.

### Diritti civili
Si dichiara contrario alla surrogazione di maternità definendola "abominevole" perché, a suo parere, il bambino diventerebbe "una merce".
È a favore delle unioni civili tra persone dello stesso sesso e dell'adozione del figlio del partner, precisando invece che le adozioni per le coppie omosessuali andrebbero affrontate tramite referendum e rappresenterebbero una questione su cui "andare con i piedi di piombo".
Riguardo al decreto del 31 gennaio 2019 firmato dal ministro dell'interno Matteo Salvini, che decreta la sostituzione del termine "genitori" con "padre" e "madre" sulla carta d'identità, e motivo di polemiche da parte delle famiglie omogenitoriali, afferma: «Da cattolico penso che la famiglia sia quella con il papà e con la mamma. In Italia non abbiamo una legge che permette l'adozione di bambini da parte di coppie dello stesso sesso, però abbiamo dei casi in cui la magistratura ha riconosciuto dei bambini in una coppia dello stesso sesso». Egli afferma che si può trovare una soluzione per normare questi casi, ma allo stesso tempo esorta a parlare e agire nell'interesse dei bambini, ritenendo che: «i bambini non sono un diritto. Spesso si parla solo dei genitori e non si parla del bambino».
Afferma che lo ius soli rappresenta un tema importante "da affrontare a livello europeo", ma al contempo delicato, in quanto “potrebbe attirare più migranti verso l'Italia e generare corruzione”, non rappresentando, inoltre, una “priorità politica rispetto al sostegno al reddito degli italiani”.

## Procedimenti giudiziari
Il 12 luglio 2017 Di Maio viene indagato per diffamazione dalla procura di Genova, a seguito di una denuncia presentata da Marika Cassimatis, ex candidata sindaca di Genova per il Movimento 5 Stelle poi espulsa dal partito. Il 20 luglio 2018 la denuncia è stata archiviata dal GIP di Roma, in quanto la dichiarazione si trattava di critica politica.
Anche la giornalista Elena Polidori ha presentato una denuncia contro Di Maio per diffamazione, successivamente archiviata dal GIP per il principio dell'insindacabilità delle opinioni espresse da un parlamentare, sebbene lo stesso Di Maio avesse sempre criticato l'istituto con cui può scudarsi un parlamentare della Repubblica.

### Caso Bibbiano
Nell'estate 2019 si apprende che il Partito Democratico (PD) aveva querelato Di Maio per alcune affermazioni proferite in televisione e tese ad associarlo alle vicende di Bibbiano, al centro del caso giudiziario "Angeli e Demoni" che coinvolgeva il sindaco del comune Andrea Carletti. Tale querela è stata poi ritirata in seguito alla nascita del secondo governo Conte sostenuto dall'alleanza tra PD e Movimento 5 Stelle.
Il 19 settembre 2019 viene querelato dal sindaco di Bibbiano Carletti per “post offensivi e minatori”. Successivamente, il 22 febbraio 2024, viene indagato dalla procura di Reggio Emilia, assieme a 47 persone, per diffamazione aggravata.

## Controversie
- Nel 2017 ha sostenuto la necessità di andare "oltre la NATO", dichiarando: "Occorre andare oltre la NATO perché in questo momento siamo dei pazzi a portare le nostre truppe al confine con la Russia. La NATO in questo momento sta portando truppe al confine con la Russia quando noi crediamo che in un’ottica di lotta al terrorismo e di pace tra potenze militari, non sia assolutamente indicato, ma da folli."[130][131] Ha sostenuto inoltre la cancellazione delle sanzioni alla Russia, stabilite dopo l'invasione della Crimea, ritenendole uno strumento inadeguato.[132][133]
- Nel maggio 2018, dopo l’esito negativo delle consultazioni al Quirinale per la formazione di un governo a guida 5 Stelle, Di Maio ha dichiarato al programma televisivo Che tempo che fa l'intenzione di chiedere la messa in stato di accusa del Presidente della Repubblica Sergio Mattarella. In seguito Mattarella ha acconsentito alla formazione di un governo a guida 5 Stelle e Di Maio si è scusato con il presidente.[134][135]
- Nell'ottobre 2018 ha dichiarato che il testo del decreto fiscale approvato dal governo (di cui egli faceva parte) era stato manipolato da un estraneo («una manina politica o una manina tecnica»). Dichiarò che il giorno successivo sarebbe stata presentata una denuncia in Procura, ma nessuna denuncia fu mai presentata: fu infatti appurato che non vi era stata alcuna manomissione.[136]
- Nel febbraio 2019, allora Vicepresidente del Consiglio, ha incontrato il leader della fazione più estremista del Movimento dei gilet gialli francese Christophe Chalençon. Tal movimento aveva compiuto numerose azioni violente, perpetrate dall'ala più radicale, nonché più volte aveva paventato un colpo di Stato in Francia.[137][138]
- A febbraio 2020 la madre di Giulio Regeni gli ha rinfacciato errori e voltafaccia sulla vicenda legata all'omicidio del figlio.[139][140]
- Il 16 giugno 2020 la trasmissione televisiva Le Iene pubblica un servizio intitolato "Pomigliano boys", che mostrava le assunzioni di amici, conoscenti e compagni di scuola di Luigi Di Maio in importanti incarichi pubblici, come peraltro rivelato nel tempo anche da altri media e giornali.[141][142] Il servizio televisivo ha documentato le assunzioni di alcuni compagni di scuola di Luigi Di Maio, che hanno frequentato lo stesso liceo di Pomigliano d'Arco: Dario De Falco, assunto come capo della segreteria di Di Maio e poi nello staff di Riccardo Fraccaro, ministro per i rapporti con il Parlamento,[143] Pasquale De Falco, scelto per il collegio sindacale di Fincantieri,[144] Valeria Ciarambino, candidata alla presidenza della Regione Campania alle elezioni del 2015 e del 2020,[145][146] Carmine America, assunto prima al ministero dello sviluppo economico, poi al ministero degli esteri, quindi entrato nel CdA dell'azienda Leonardo (ex Finmeccanica, controllata del ministero dell'economia e delle finanze).[147] Compaiono anche: Enrico Esposito, amico all'università, assunto a capo dell'ufficio legislativo del Ministero dello sviluppo economico,[148] Salvatore Barca, amico di gioventù, assunto sempre al ministero,[149] e Assia Montanino, assunta a capo della segreteria del ministero.[150]
- Nel 2022 il primo ministro dell'Albania Edi Rama, intervenuto all'evento "La Cultura salverà il mondo", intervistato dal direttore di Sky TG24 Giuseppe De Bellis, ha ringraziato il ministro degli affari esteri e della cooperazione internazionale italiano Luigi Di Maio, con cui avrebbe organizzato "una operazione di contrabbando di vaccini" per aggirare i contratti con Pfizer, giudicati a suo avviso "imperialisti e capitalisti", "una cosa tutt'altro che cristiana", dichiarando: "Abbiamo imparato dai napoletani che non bisogna mai mollare un amico davanti alla polizia" e aggiungendo: "Che italiano o albanese sei, se sei sempre in linea con la legge?". Sul momento, il ministro Di Maio non ha voluto commentare, rifiutandosi di rispondere alle domande dei giornalisti, ma limitandosi a cinque minuti di intervento, nel corso del quale ha ricordato l'importanza della «diplomazia cultura», e della cultura per l'Italia, «Paese con 58 siti Unesco» e "la creazione della direzione degli istituti esteri, che coordina gli istituti di cultura, che fanno un lavoro fondamentale anche per l'export italiano oltre che per la divulgazione della lingua italiana". Il giorno successivo, il primo ministro Rama è intervenuto, a seguito del caso mediatico sollevato dalle sue parole, dichiarando che intendeva la parola "contrabbando" come "paradosso" e di averla "usata in modo scherzoso".[151][152][153][154][155][156]

## Opere
- Luigi Di Maio, Un amore chiamato politica. La mia storia e tutto quello che ancora non sapete, Milano, Piemme, 2021, ISBN 978-88-56-68210-6.

## Vita privata
Ha una relazione con Alessia D'Alessandro, ex-modella italo-tedesca dalla quale ha avuto un figlio, Gabriel, nato il 4 settembre 2024.